# Aliturus fusculus
Aliturus fusculus é uma espécie de coleóptero da subfamília Philinae. Que ocorre apenas em Madagascar.